# ジェーン・アチェ
ジェーン・アチェ、本名、ジャンヌ・アチェ（Jane Atché、Jeanne Atché、1872年8月16日 - 1937年2月6日）はフランスの画家、イラストレーター、ポスター画家である。アール・ヌーヴォーの時代の画家で、1895年から1912年の間、最も活躍した。

## 略歴
トゥールーズで生まれた。父親は、タルヌ県ラバスタン出身の軍人である。1890年にパリに出て、アカデミー・ジュリアンでジャン＝ポール・ローランスやマルセル・バシェのもとで学んだ。フランスロマン主義を代表する人物、ジャン＝ジョセフ・バンジャマン＝コンスタンの影響を受けた。
1895年のフランス芸術家協会展に初めて、パステル画を出展した。翌年の11月、24歳の時に描いた、煙草用巻紙（JOB社）のポスターが予期せぬ成功を収めた。ポスターの国際展覧会でアール・ヌーヴォーを代表するグラフィックデザイナー、アルフォンス・ミュシャと知り合い、彼の影響を受けた。当時のフランスのポスター画家の中の唯一の女性画家であった。ミュシャとの関係は1900年頃、終わり、「Fiat voluntas tua」などの宗教的なテーマに移っていった。
1897年から1911年の間、フランス芸術家協会展に出展した。1901年から1905年の間、若い女性向け雑誌の挿絵を描いた。
1905年に5歳若いRaymond Lerouxと結婚するが、夫は1918年に戦死した。1920年に故郷の古い知り合いと再婚し、1923年に引退しラバスタンに住んだ。

## 作品

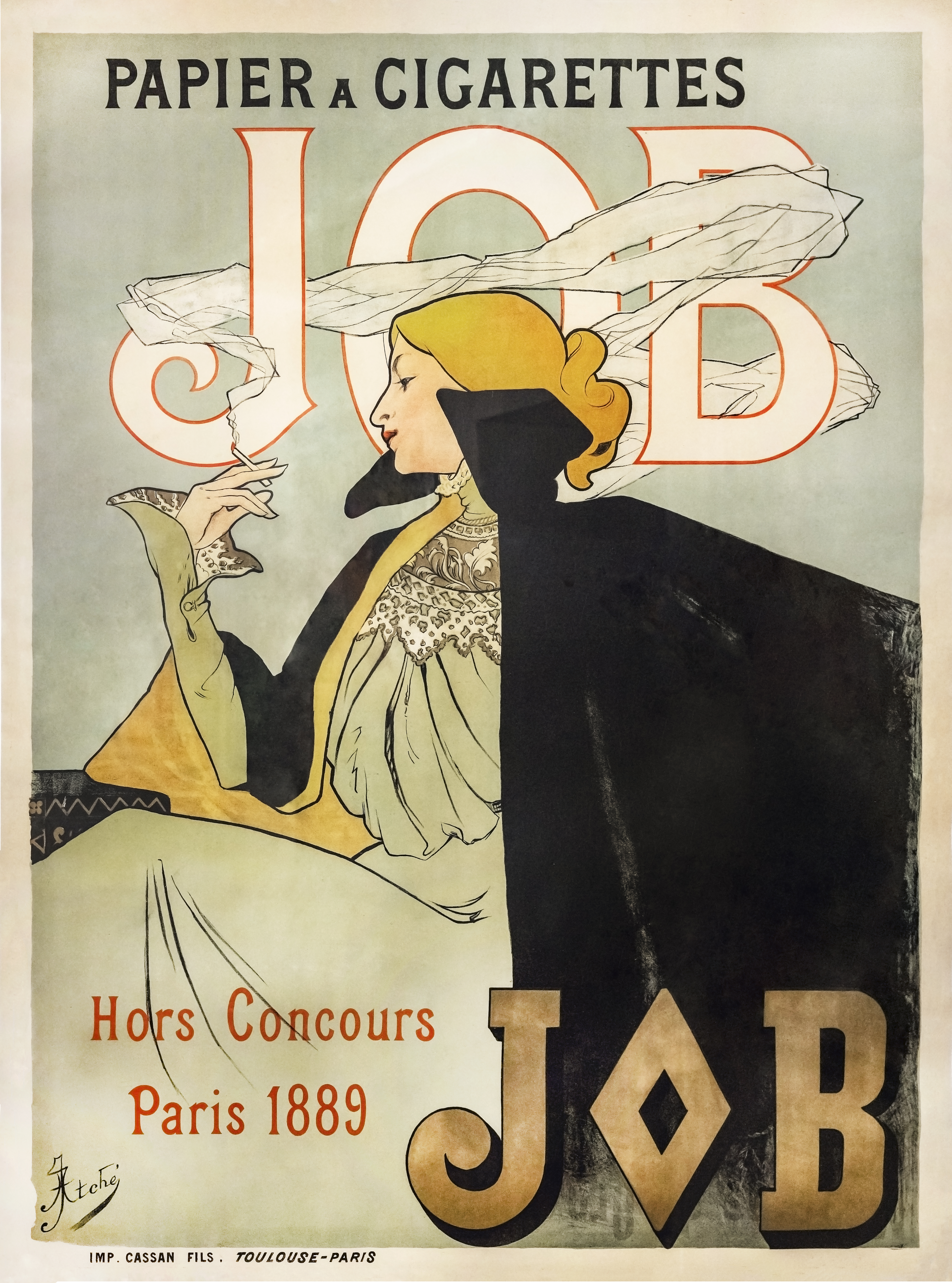
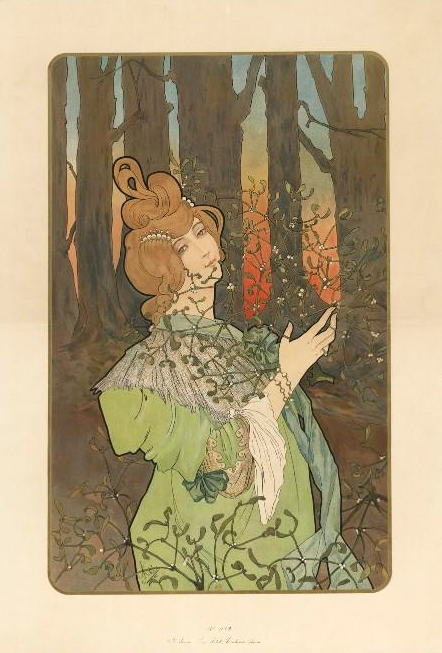
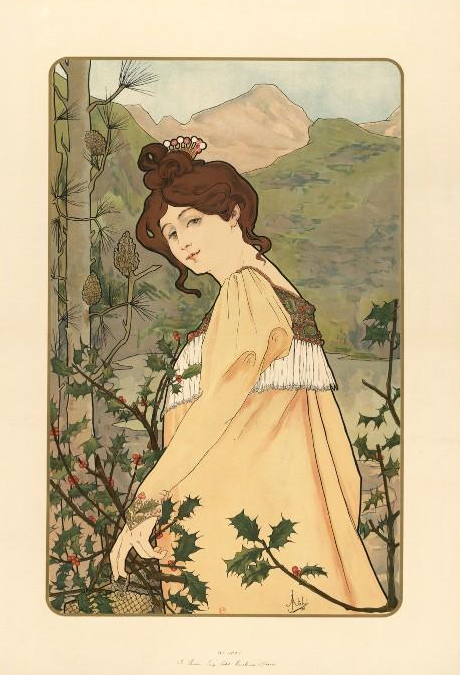
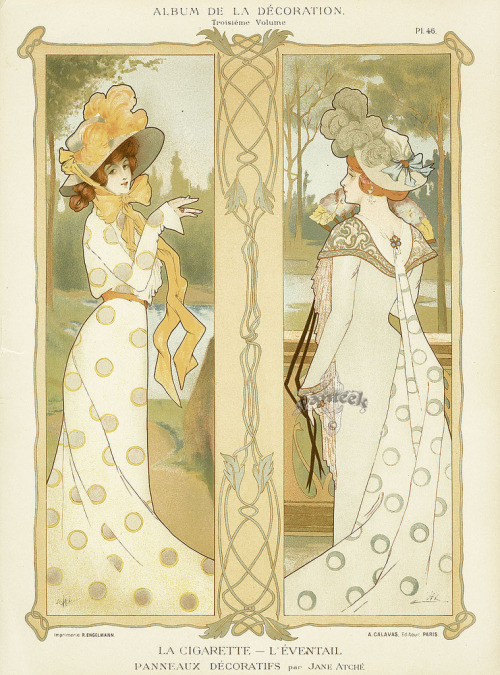
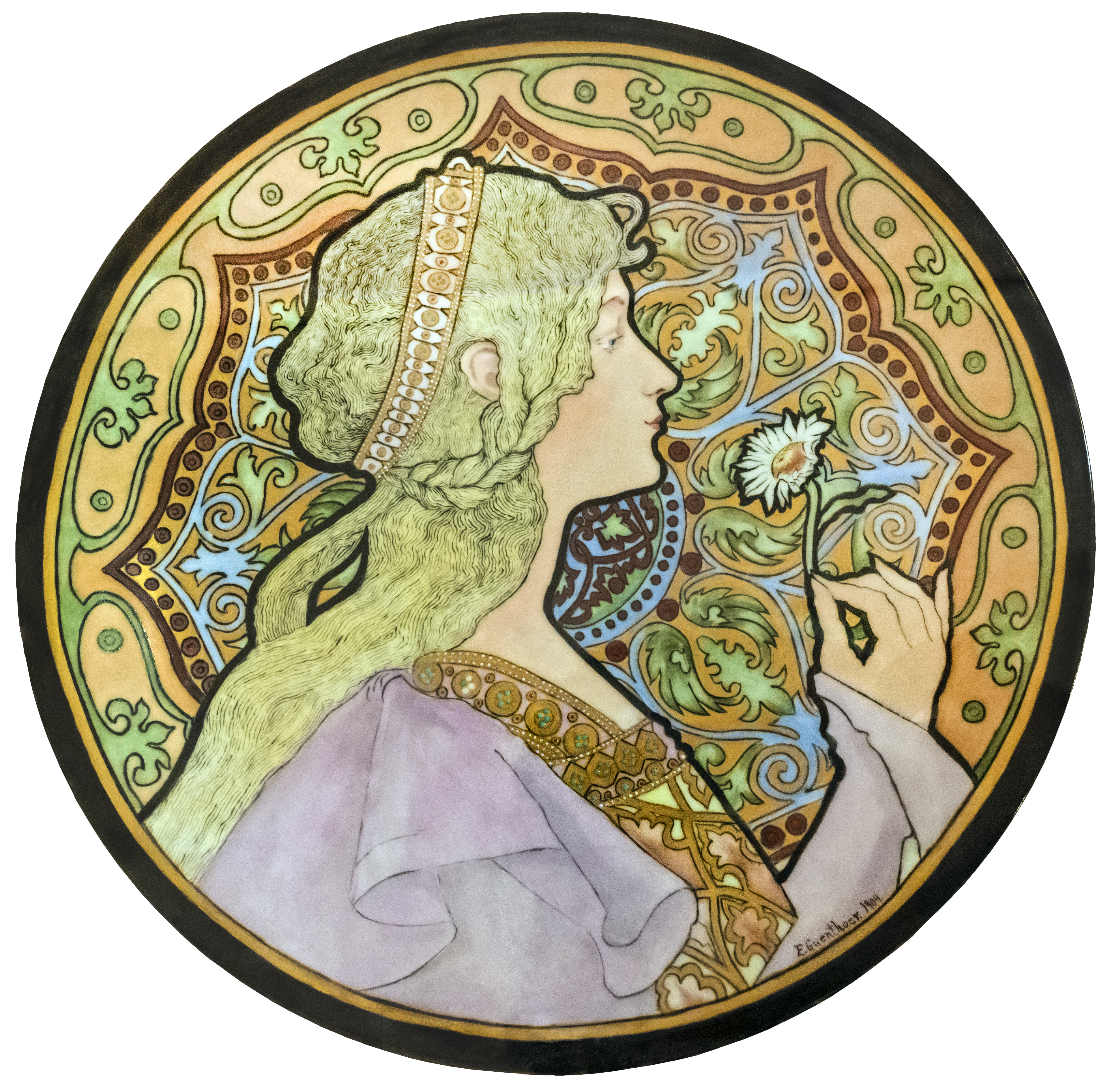